# Katastrofa lotu Alitalia 404
Katastrofa lotu Alitalia 404 wydarzyła się 14 listopada 1990 roku podczas podejścia do lądowania na zuryskim lotnisku Kloten w Szwajcarii. McDonnell Douglas DC-9 włoskich linii Alitalia rozbił się o górę Stadlerberg ponad 9 kilometrów od pasa startowego. W katastrofie zginęło wszystkich 40 pasażerów i 6 członków załogi.
Dochodzenie wykazało, że katastrofa była spowodowana awarią pokładowego odbiornika ILS, a następnie fatalnym w skutkach odwołaniem przez kapitana samolotu procedury odejścia na drugi krąg zainicjowanej przez pierwszego oficera.
Katastrofa do dzisiaj jest czwartą pod względem liczby ofiar w historii Szwajcarii.

## Samolot
Samolot, który uległ katastrofie lotniczej to McDonnell Douglas DC-9-30 o numerze seryjnym 47641, oddany do użytku w sierpniu 1974 roku. Był to 746. wyprodukowany samolot tego typu. Do linii Alitalia trafił 1 października 1988 roku (wcześniej należał do siostrzanych linii Aero Trasporti Italiani, które w 1994 roku połączyły się z Alitalia). Maszyna napędzana była dwoma silnikami Pratt & Whitney JT8D-9A[4]. W momencie katastrofy samolot miał na swoim koncie 33 866 godzin w powietrzu.

## Załoga i pasażerowie
Załogę lotu 404 Alitalia dnia 14 listopada 1990 roku stanowiło 6 osób, wszyscy byli obywatelami Włoch. Byli to:
- Raffaele Liberti (47 lat) – kapitan, 10 193 godziny lotu (w tym 3194 na DC-9)
- Massimo De Fraia (28 lat) – pierwszy oficer, 831 godzin lotu (w tym 621 na DC-9)
- Adalberta Pollidori, Vittorio Caronti, Francesca Picozzi i Marco Gismondi – stewardzi i stewardesy

Na pokładzie samolotu znajdowało się 40 pasażerów w większości obywateli Szwajcarii i Japonii.

## Przebieg wydarzeń
14 listopada 1990 roku o godzinie 18:36 czasu lokalnego samolot DC-9-32 wystartował z pasa 36R lotniska Mediolan-Linate w planowy 50-minutowy lot do Zurychu. Piloci odbyli wspólny lot poprzedniego dnia i obydwaj mieli długą przerwę od pracy (15 godzin i 20 minut). Lot przebiegał bez zakłóceń. O 18:51 samolot był na wysokości przelotowej 20 000 stóp (6 100 metrów), a załoga była w kontakcie z kontrolą lotu w Zurychu. Dwie minuty później piloci otrzymali zgodę na obniżenie lotu do wysokości 14 000 stóp, lądowanie miało się odbyć na pasie 14. Podczas zniżania piloci słuchali komunikatów ATIS (Automatic Terminal Information Service) na temat pogody panującej w pobliżu lotniska docelowego. Według raportu, kapitan rozważał możliwość podejścia na pas 28.
O godzinie 19:06 kontroler lotu nakazał załodze lotu 404 zniżenie do poziomu 4 000 stóp i wykonanie skrętu w prawo na kurs 110. Kapitan potwierdził skręt w prawo na kurs 120, co nie zostało skorygowane przez kontrolera. Piloci nie byli świadomi, że samolot znajduje się prawie 400 metrów poniżej ścieżki podejścia. Z późniejszych ustaleń i nagrań głosów w kokpicie wynika, iż błędnie określili odległość maszyny od lotniska. 12 kilometrów od pasa startowego byli zaledwie 200 metrów nad ziemią. Gdy kontroler lotu nakazał załodze połączenie się z wieżą w Zurychu, pojawiły się wątpliwości – obaj piloci stwierdzili, iż nie ma sensu to, co właśnie usłyszeli. Dwie sekundy później pierwszy oficer wezwał do podniesienia samolotu i przejścia na drugie okrążenie, lecz komenda ta została odwołana przez kapitana, który nakazał kontynuowanie i oczekiwanie na wejście na ścieżkę podejścia. O godzinie 19:11 czasu lokalnego samolot uderzył w północne zbocze góry Stadlerberg, nieopodal miasteczka Weiach. Wszystkich 40 pasażerów i 6 osób załogi zginęło.

## Śledztwo

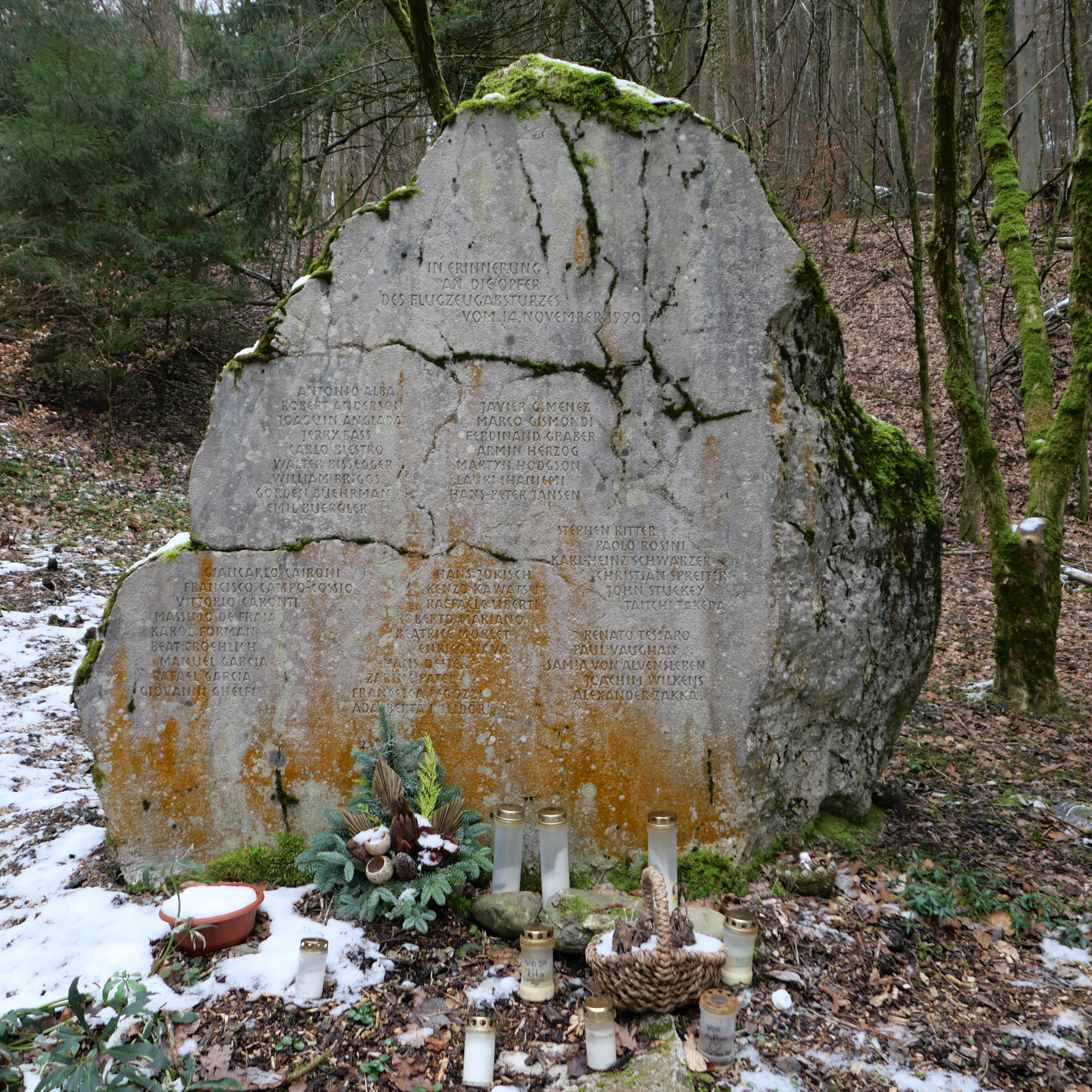
Pomnik ofiar na miejscu katastrofy.

Katastrofa została zgłoszona do szwajcarskiego biura badania wypadków lotniczych (ang. AAIB) o 20:50, prawie dwie godziny po uderzeniu samolotu o ziemię. Grupa śledczych pojawiła się na miejscu następnego dnia, gdyż nocą pracowały na miejscu jednostki policji i straży pożarnej. Oba rejestratory (głosów w kokpicie i danych lotu) zostały odnalezione w początkowej fazie poszukiwań, a ich analiza odbyła się w siedzibie brytyjskiego AAIB w Farnborough. Wstępne badania zostały zakończone 17 stycznia 1992 roku i raport został upubliczniony 10 marca w Zurychu.
Zgodnie z ustaleniami śledczych odbiornik nr 1 ILS (kapitana), który służył pilotom podczas podejścia do lądowania nie dostarczał właściwych informacji – wszystkie jego 4 wskaźniki fałszywie sugerowały, iż samolot znajdował się na ścieżce. Odbiornik drugiego pilota działał poprawnie. Mimo nieprawidłowości tej informacji – piloci nie otrzymali ostrzeżeń ze strony systemu. Możliwość takiej awarii była znana producentom i liniom Alitalia od 1984 roku, czyli 6 lat przed katastrofą. Załoga lotu 404 nie została o tym nigdy poinformowana, a piloci nie sprawdzili dokładnie różnic między wskazaniami obu odbiorników ILS. 
Samolot podążał za ścieżką schodzenia precyzyjnie, ale tak naprawdę znajdował się prawie 400 metrów za nisko. Załoga pozwoliła zejść maszynie poniżej minimalnej wysokości bez potwierdzenia ze strony systemów, w którym dokładnie miejscu się znajdują. W samolocie nie rozbrzmiały ostrzeżenia GPWS Ground Proximity Warning System o niebezpiecznym zbliżaniu się do podłoża.
Kontrola lotu nie przekazywała załodze żadnych informacji dotyczących pozycji bądź odległości od pasa numer 14, na którym maszyna miała wylądować. Kontroler lotu nie zauważył, iż lot 404 znajduje się poniżej ścieżki schodzenia, mimo iż był wyposażony w drugi radar wskazujący, na jakiej wysokości samoloty się znajdują. Dwa niezależne testy wykazały, że kontynuowanie odejścia na drugi krąg uchroniłoby lot 404 przed katastrofą i że piloci nie postępowali w 100% zgodnie z procedurami Alitalia.
Raport końcowy, datowany na 24 czerwca 1992, został rozesłany do zainteresowanych stron. Ostatnie spotkanie komisji odbyło się 27 stycznia 1993 roku. Wtedy to oficjalnie śledztwo zostało zamknięte, a raport końcowy ostatecznie zatwierdzony.

## Zalecenia
Śledczy badający katastrofę lotu Alitalia 404 wydali m.in. następujące zalecenia:
- typ instrumentów nawigacyjnych, używanych podczas lotu Alitalia 404, powinny zostać wycofane w trybie natychmiastowym
- ostrzeżenia GPWS powinny działać nawet w przypadku awarii systemów nawigacyjnych
- procedura odejścia na drugi krąg, zainicjowana przez jednego pilota, nie może zostać odwołana przez drugiego
- wskaźniki podejścia powinny wskazywać położenie samolotu względem ścieżki
- zakresy obowiązków kontrolerów lotu mają obejmować ostrzeganie załóg samolotów w przypadku zejścia poniżej minimalnej bezpiecznej wysokości